# 2241 Alcathous
2241 Alcathous је Јупитеров тројански астероид са пречником од приближно 114,63 .
Афел астероида је на удаљености од 5,543 астрономских јединица (АЈ) од Сунца, а перихел на 4,858 АЈ.
Ексцентрицитет орбите износи 0,065, инклинација (нагиб) орбите у односу на раван еклиптике 16,608 степени, а орбитални период износи 4332,496 дана (11,861 годину).
Апсолутна магнитуда астероида је 8,64 а геометријски албедо 0,047.
Астероид је откривен 22. новембра 1979. године.